# 南沟
南沟，是位于中华人民共和国青海省西南部地区的一条河流，是昆仑河（奈金河）下游右岸支流，发源于玉树藏族自治州曲麻莱县西北昆仑山脉刚欠查鲁玛山东段东北麓，东北流约4千米进入海西蒙古族藏族自治州格尔木市境内，继续东北流，右纳黑刺沟后转西流，与西来的最大支流夏日垦德沟一起注入彩虹水电站（南沟水电站）水库，出库后蜿蜒向北流，最后注入昆仑河一线天一级水电站库区。河长53.2千米，流域面积1206平方千米，河道平均比降30.49‰，年均径流量0.6亿立方米。